# Соломино (Кемеровская область)
Соло́мино – деревня в Соломинском сельском поселении Топкинского района Кемеровской области.

## История
Деревня основана в начале XX века крестьянами-переселенцами Соломиными, по фамилии которых и названа. Входила в состав Кузнецкого уезда Томской губернии, называлась Соломина. Долгое время Соломино являлось центром Соломинского сельсовета. В 1968 году в деревне проживали 410 жителей, были восьмилетняя школа, клуб, библиотека и медпункт. Сейчас деревня Соломино почти опустела, административным центром Соломинского сельского поселения является посёлок Рассвет.
В 1913—1915 недалеко от деревни была проложена железная дорога Кемерово—Юрга, станцию между деревней и селом Топки решили назвать Топки.

## Достопримечательности
- Соломинское месторождение известняков и глин — находится недалеко от деревни Соломино.

## Экономика
Водопровод из Подземных вод.